# Club Français-Roma
Il Trophée Latin entre les Champions de Paris et les Champions de Rome è stato un incontro di calcio, disputato in un'unica occasione, organizzato dalla FIGC e dalla FFF che ha visto sfidarsi, il 10 marzo del 1929, la formazione italiana della Roma (vincitrice della Coppa CONI 1928) e il Club Français (vincitore della Division d'Honneur d'Île-de-France 1929). 
La partita venne disputata allo stadio Buffalo di Parigi davanti a quindicimila spettatori ed ha visto la vittoria della Roma che prevalse per 5-0 sugli avversari.

## La partita

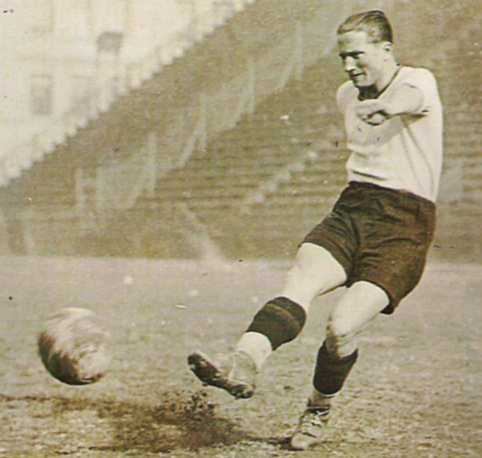
Rodolfo Volk, protagonista della gara con tre gol.

Un articolo italiano che riporta l'andamento della partita.

La partita, la prima in campo straniero per la Roma, era fissata per le 15:15 secondo il fuso orario francese, con un concerto d'apertura della cantante statunitense, naturalizzata francese, Joséphine Baker prima del fischio d'inizio. 
La partita inizia e si fa subito in discesa per i giallorossi, che all'8º minuto trovano il vantaggio con Rodolfo Volk. Alla mezz'ora di gioco la Roma in pochi minuti firma i gol del 2-0 e del 3-0, rispettivamente con Landolfi e Volk. Dopo un inizio di secondo tempo equilibrato al 79° e all'86º minuto la Roma chiude la partita con i gol di Volk (tripletta per lui) e Chini Ludueña.

## Tabellino
| Arbitro: | Gerardin |

|                                                                                 |            | |
|                                                                                 | Marcatori  | 8’, 29’, 79’ Volk 28’ Landolfi 86’ Chini Ludueña                                                         |
| Lozès Parkes Bertrand Rigolet Hass Peiteux Roels Lallonet Guilloux Kenner Boras | Formazioni | Ballanti De Micheli Barzan Ferraris IV Bernardini D'Aquino Benatti Fasanelli Volk Landolfi Chini Ludueña |

| Club Francais | Roma |

## Avvenimenti successivi
La sfida del 10 marzo 1929 ebbe particolare enfasi sui giornali italiani, tra cui il quotidiano sportivo "La Gazzetta dello Sport" che le dedicò un articolo di cui sotto è riportato un estratto:
(La Gazzetta dello Sport, 12 marzo 1929)